# SOLIZE
SOLIZE株式会社（ソライズ）は、日本のデジタルエンジニアリング企業。

## 概要
3D CAD設計解析およびモデルベース開発（MBD）、3Dプリンティング、そして、製品開発における変革推進コンサルティングの領域において、事業を拡大し成長を遂げてきた企業である。約30年の歴史の中で、グループを貫いているのはデジタルエンジニアリング技術である。

## 沿革
- 1990年 - 山田眞次郎により株式会社インクスとして設立。3Dシステムズ社の光造形システムを導入し、光造形による試作ビジネスを開始。3次元モデリングビジネスを開始
- 1996年 - 3D CAD教育ビジネスを開始
- 1998年 - 試作金型ビジネスを開始
- 1999年 - 株式会社インクスエンジニアリングサービス設立。株式会社インクスエンジニアリングサービスが特定労働者派遣事業届出（届出受理番号：特14-306026）。設計者派遣ビジネスを開始
- 2000年 - 業務変革ビジネスを開始
- 2003年 - 3Dシステムズ社の粉末造形システムを導入し、粉末造形による試作ビジネスを開始
- 2007年 - 株式会社インクスエンジニアリングサービスが株式会社インクスエンジニアリングに社名を変更
- 2009年 - 民事再生法適用申請[2]
- 2010年 - 山田眞次郎が社長退任、古河建規が社長就任[3]
- 2012年 - 民事再生手続き完了[4]
- 2012年 - 中国現地法人「英知創機械科技(上海)有限公司」設立。MBD（モデルベース開発）ビジネスを開始
- 2013年 - 株式会社インクスがSOLIZE株式会社に社名を変更。株式会社インクスエンジニアリングがSOLIZE Engineering株式会社に社名を変更。プロトタイプ事業を分社化し、SOLIZE Products株式会社設立。SOLIZE株式会社が情報セキュリティマネジメントシステムISO/IEC27001:2005およびJISQ27001:2006を取得
- 2014年 - インド現地法人「SOLIZE India Private Limited」設立
- 2015年 - SOLIZE株式会社およびSOLIZE Engineering株式会社が、情報セキュリティマネジメントシステムISO/IEC27001:2013およびJISQ27001:2014を取得。3Dシステムズ社の金属造形システムを導入し、金属造形による試作ビジネスを開始。アメリカ現地法人「SOLIZE USA Corporation」設立
- 2016年 - CSM Software Private Limited および CSM Software USA Inc.,を買収
- 2018年 - 「SOLIZEテクノロジーラボ」設立
- 2019年 - SOLIZE USA CorporationとCSM Software USA Inc.,が合併し、SOLIZE USA Corporationに社名を変更。CSM Software Private LimitedがSOLIZE India Technologies Private Limitedに社名を変更
- 2021年 - SOLIZE株式会社が、SOLIZE Engineering株式会社およびSOLIZE Products株式会社を吸収合併
- 2024年 - SOLIZE株式会社が、東京証券取引所スタンダード市場へ上場[5]

## 事業所
- 本社 - 東京都千代田区三番町6番3号 三番町UFビル3F
- Global Engineering Center - Yamato・大和営業所・大和工場 - 神奈川県大和市中央林間7-10-1 三機大和ビル1F
- SOLIZE御茶ノ水オフィス - 東京都千代田区神田小川町3-28-5 axle御茶ノ水3F 305号室
- 東日本ブランチ・栃木営業所 - 栃木県宇都宮市東宿郷6-1-7 ビッグ・ビー東宿郷4F
- 関東ブランチ - 東京都国分寺市西恋ヶ窪1-36-3 住まいるプラザ3F
- 中部ブランチ - 愛知県安城市三河安城南町1-15-10 シティタワー8F
- 西日本ブランチ・大阪営業所 - 大阪府大阪市西区靱本町1-7-25 イトーダイ靱本町ビル4F
- 横浜工場 - 神奈川県横浜市都筑区池辺町4849
- 豊田営業所・豊田工場 - 愛知県豊田市深田町1-97-1

## 関連会社
- SOLIZE Shanghai Corporation
- SOLIZE India Technologies Private Limited
- SOLIZE USA Corporation
- SOLIZE Corporation (Thailand) Ltd.

## 社名の由来
- 会社ウェブによると、SOLIZEのSOLはラテン語で太陽を意味する。太陽のような情熱とエネルギーを持って成長するという意味を込めている。[6]

- 前身のインクスから社名変更を行った古河建規（社名変更時の社長）によると、SOLIZEのSOLはラテン語の太陽で、「～したい」という人の情熱、それをリアライズ、つまり実現し、やりきる、「人が持つ情熱を実現する」という意味であり、自社の強みを、どういう思想で世に貢献するかを考えた結果である、としている。[7]